# Endotebanella
Endotebanella es un género de foraminífero bentónico de la familia Endotebidae, de la superfamilia Endoteboidea, del suborden Endothyrina, del orden Endothyrida, de la subclase Fusulinana y de la clase Fusulinata. Su especie tipo es Endothyranella kocaeliensis. Su rango cronoestratigráfico abarca desde el Anisiense hasta el Ladiniense (Triásico medio).

## Discusión
Clasificaciones previas habrían incluido Endotebanella en la superfamilia Endothyroidea, del suborden Fusulinina y del orden Fusulinida.

## Clasificación
Endotebanella incluye a las siguientes especies:
- Endotebanella bicamerata †
- Endotebanella kocaeliensis †
- Endotebanella tricamerata †